# Hopea nodosa
Hopea nodosa är en tvåhjärtbladig växtart som beskrevs av Van Slooten. Hopea nodosa ingår i släktet Hopea och familjen Dipterocarpaceae. Inga underarter finns listade i Catalogue of Life.